# Víktor Nekipélov
Víktor Nekipélov   (Harbin, 29 de setembre de 1928 - París, 1 de juliol de 1989),nom complet amb patronímic Víktor Aleksàndrovitx Nekipélov, rus: Виктор Александрович Некипелов fou un poeta:238 i periodista rus i soviètic, activista pels drets humans, membre del moviment dissident, membre del Grup Hèlsinki de Moscou:85:265 i farmacèutic.Va passar uns nou anys a la presó per la seva participació al Grup Hèlsinki de Moscou.

## Primers anys
Va néixer a la ciutat xinesa de Harbin en el si d'una família de treballadors del ferrocarril xinès oriental. El 1937 es va traslladar amb la seva mare a l'URSS. El 1939, la mare va ser arrestada i va morir mentre estava detinguda. El 1950 es va graduar amb honors a la Facultat de Medicina Militar d'Omsk. El 1960, es va graduar amb honors a la Facultat de Medicina Militar de l'Institut Mèdic de Khàrkiv.El 1969 es va graduar per correspondència a l'Institut de Literatura Maksim Gorki.
Als anys 60 va viure a Ucraïna (a Újhorod i Uman) i va treballar com a farmacèutic. El 1966 es va publicar a Újhorod una col·lecció de poemes de Nekipélov "Entre Mart i Venus", rus: Между Марсом и Венерой Mejdu Marsom i Veneroi i posteriorment es va publicar en samizdat. Autor de poesia, prosa, traduccions; les editorials soviètiques es van negar a publicar les seves obres per raons ideològiques.
Des de mitjan anys seixanta, Nekipélov, sota la influència de les expresoneres dels camps estalinistes Iekaterina Olítskaia i Nadejda Suróvtseva, que vivien a Uman, va prendre el camí de l’oposició espiritual al règim. L'agost de 1968, juntament amb la seva dona, va preparar i distribuir fulletons a Uman en els quals protestaven contra la entrada de tropes soviètiques a Txecoslovàquia (no es van trobar els autors dels fulletons). Va començar a comunicar-se amb activistes de drets humans de Moscou i Ucraïna, cosa que va cridar l'atenció del KGB sobre ell. El 1970, Nekipélov va ser acomiadat del seu lloc de treball.

## Dissident
El juliol de 1973, Nekipélov va ser arrestat. Al maig de 1974, el Tribunal Regional de Vladímir, segons l'article 190.1 del Codi Penal de la RSFSR, el va condemnar a 2 anys de presó per distribució de materials antisoviètics, inclosa la Crònica dels esdeveniments actuals i els seus propis poemes.Va passar un any en una colònia penal de règim general prop de Vladímir. Va ser alliberat el juliol de 1975, va tornar a Kàmeixkovo i va treballar com a assistent de laboratori.
Segons la carta de Sàkharov a  Gorbatxov del 19 de febrer de 1986, Nekipélov va ser condemnat pels seus versos filosòfics que el tribunal considerava difamatoris.:560
Durant la investigació, va ser enviat a un examen psiquiàtric forense a Vladímir, on es va concloure sobre la possible presència d'esquizofrènia tòrpida i després a l'Institut Serbski, on va estar del 15 de gener al 15 de març de 1974 i va ser reconegut com a mentalment sa.
El 1976, va publicar en samizdat el seu llibre Institut durakov, rus: Институт дураков ("L'institut dels ximples"),:147 basat en la seva experiència personal a l’Hospital Psiquiàtric de l’Institut Serbski.:86 i traduït a l’anglès el 1980.:312
L'octubre de 1977, Nekipélov es va unir al Grup Hèlsinki de Moscou. El 1977 es va completar el llibre conjunt Iz jióltogo bezmólvia: Sbórnik vospominani i statei politzakliutxénnikh psikhiatrítxeskikh, rus: Из жёлтого безмолвия: Сборник воспоминаний и статей политзаключенных психиатрических de Nekipélov i Aleksandr Podrabínek,sobre psiquiatria punitiva a l'URSS.
Detingut novament el desembre de 1979 i el juny de 1980, fou condemnat en virtut de l’article 70, primera part del Codi penal de la RSFSR ("agitació i propaganda antisoviètica") a set anys de presó en un camp de règim estricte i cinc anys a l'exili.Va complir la seva condemna als camps polítics de Perm i a la presó de Txístopol. Va participar en la lluita dels presos polítics pels seus drets, va enviar cartes de protesta a la llibertat i sovint va ser castigat. A la presó, Nekipélov va caure greument malalt.Com van escriure Zavoiski i Krilovski, Nekipélov va desenvolupar un càncer causat per la seva intoxicació permanent en un camp de presoners. OEl 20 de març de 1983, Nekipélov i altres 9 presos polítics en la seva carta al president dels Estats Units Ronald Reagan, van demanar la seva ajuda per instar a la inspecció dels camps soviètics.
Juntament amb Arina Guínzburg, Malva Landa, Tatiana Velikànova i Andrei Sàkharov va exigir un referèndum a les repúbliques bàltiques per determinar el seu destí polític.
Alliberat el 1987, va emigrar a França, on va morir el 1989.
El 1992, la selecció dels seus versos va ser publicada per l'associació Memorial.

## Sobre el seu llibreL'institut dels ximples
Al seu llibre L'institut dels ximples, va escriure amb compassió, atenció i observació dels metges i altres pacients; la majoria dels lladres eren delinqüents ordinaris que fingien bogeria per ser enviats a un hospital mental, perquè l'hospital era un "lloc acollidor", per oposició als camps de presoners. Segons el president de l'Associació Psiquiàtrica Independent de Rússia, Iuri Savenko, el llibre de Nekipélov és un document humà molt dramàtic, una història justa sobre el niu de la psiquiatria punitiva soviètica, un mirall que els psiquiatres sempre han de mirar.Tanmateix, segons Malcolm Lader, aquest llibre com a acusació de l’Institut Serbski, amb prou feines s’eleva per sobre de les xafarderies. Nekipélov destrueix la seva pròpia credibilitat en no presentar proves reals, i sempre mostra la connotació més sinistra dels esdeveniments.
Després de llegir el llibre, el psiquiatre de Donetsk, Pekhterev, va concloure que les denúncies contra els psiquiatres sortien dels llavis d'una part insignificant. però cridanera, dels reclusos que, després d'atipar-se de pastissos, es feien passar per malalts.
Segons la resposta de Robert van Voren, Pekhterev al seu article
| « | argumenta condescendentment que l'Institut Serbski no era un lloc tan dolent i que Nekipélov exagera i calumnia al respecte. Però Pekhterev, en fer-ho, oblida el punt principal: les condicions de vida a l'Institut Serbski no eren dolentes. Els que passaven per l'examen psiquiàtric hi eren, en cert sentit, "de vacances" en comparació amb les condicions de vida del Gulag; i, tot i així, tothom era conscient que l’Institut Serbski era alguna més que les "portes de l’infern" des d'on s’enviava la gent a hospitals psiquiàtrics especialitzats de Txerniahovsk, Dnipropetrovsk, Kazan o Blagovésxensk. Això no era tot. La vida es convertia en un horror inimaginable, amb tortures diàries, administració forçada de medicaments, pallisses i altres tipus de càstigs que no cal descriure aquí. Molts es van tornar bojos, no podien suportar el que els passava. Alguns fins i tot van morir durant el "tractament" (per exemple, un miner de Donetsk, Aleksei Nikitin). S’han escrit molts llibres i memòries sobre la vida al Gulag psiquiàtric i cada vegada que es llegeixen ens ve un calfred. | » |

## Publicacions
Periodisme social i polític
- Khodorovich, Tatyana; Nekipelov, Victor «Political reprisal by means of the Criminal Code (excerpts from an open letter)». A: Basket III: implementation of the Helsinki Accords. Hearings before the Commission on Security and Cooperation in Europe. Ninety-fifth congress. First session on implementation of the Helsinki Accords (en anglès). Vol. IV.  Washington, D.C.: Oficina d’impressió del govern dels EUA, 1977, p. 27–28.
- Nekipélov, Víktor; Podrabínek, Aleksandr [Виктор Некипелов, Александр Подрабинек]. Из жёлтого безмолвия: Сборник воспоминаний и статей политзаключенных психиатрических больниц [Des del silenci groc: col·lecció de memòries i articles per presos polítics dels hospitals psiquiàtrics] (en rus), 1977.
- Nekipelov, Viktor. Institute of Fools: Notes from the Serbsky (en anglès).  Victor Gollancz, 1980. ISBN 978-0575028920.
- Nekipélov, Víktor «Сталин на ветровом стекле» (en rus). Kontinent, vol. 152, 1979.
- Nekipélov, Víktor; Serebrov, Féliks [Виктор Некипелов, Феликс Серебров]. Facultat de Democràcia. Sobre les emissions de ràdio estrangeres en rus: consells i desitjos (en rus), novembre 1979.

Poesia
- Nekipélov, Víktor. Entre Mart i Venus (en rus).  Újhorod: Karpati, 1966.
- Nekipélov, Víktor. Стихи [Versos] (en rus).  París: La Presse Libre, 1991.
- Nekipélov, Víktor. Стихи: Избранное [Versos: selecció] (en rus).  Boston: Editorial "Memorial", 1992.